# Кестрел (Marvel Comics)
Кестрел (англ. Kestrel), настоящее имя Джон Рэйт (англ. John Wraith) — персонаж американских комиксов издательства Marvel Comics, наиболее известный как один из союзников супергероя Росомахи. Был создан сценаристом Ларри Хамой и художником Дэйвом Хувером и дебютировал в комиксе Wolverine vol. 2 #60 (сентябрь 1992).
Кестрел — мутант, обладающий способностью к телепортации и замедленным старением. Он состоял в команде Икс и был другом Росомахи, однако, как и Логан, не смог примириться с жестокими методами сокомандников и покинул группу, после чего стал проповедником.

## Вне комиксов

### Телевидение
В шестом эпизоде телесериала «Ванда/Вижн» (2021), являющегося частью медиафраншизы «Кинематографическая вселенная Marvel» (КВМ), упоминается имя Рэй Джонсон; в комиксах этот псевдоним использовал Джон Рэйт.

### Кино
Американский рэпер will.i.am исполнил роль Джона Рэйта в фильме «Люди Икс: Начало. Росомаха» (2009), действие которого разворачивается в рамках серии фильмов о Людях Икс. Изначально компания хотела, чтобы Рэйта сыграл профессиональный боец смешанного стиля Куинтон Джексон, однако тот был занят подготовкой к бою. В прошлом Джон Рэйт был членом команды Икс, возглавляемой полковником Уильямом Страйкером, однако покинул группу, так как не смог смириться с её противозаконной деятельностью. Годы спустя помогал своему бывшему товарищу по команде Джеймсу Хоулетту в поисках исследовательской базы Страйкера, в ходе которых столкнулся с ещё одним бывшим коллегой Саблезубым, который сломал ему позвоночник. Впоследствии способность Рэйта была передана Уэйду Уилсону / Оружию XI.

### Видеоигры
will.i.am также озвучил Джона Рэйта в игре X-Men Origins: Wolverine (2009), основанной на одноимённом фильме 2009 года. В разговоре с Мистик заявляет, что хочет назвать их будущего ребёнка Куртом.

## Критика
Журнал Complex поставил Джона Рэйта в исполнении will.i.am на 22-е место среди «22 лучших темнокожих супергероев в кино».